# Comiso
Comiso er en italiensk by (og kommune) i regionen Sicilien i Italien, med omkring 30.016(2023) indbyggere.  